# Борисов, Сергей Борисович
Серге́й Бори́сович Бори́сов (род. 11 ноября 1963, Шадринск, Курганская область) — советский и российский философ и культуролог. Доктор культурологии (2002), кандидат философских наук (1993), доцент (1994). Профессор кафедры филологии и социогуманитарных дисциплин Шадринского государственного педагогического университета. Член Союза российских писателей (с 1997). Почётный работник высшего профессионального образования Российской Федерации (2008).

## Биография
Сергей Борисович Борисов родился 11 ноября 1963 года в городе Шадринске Курганской области.
В 1978 году окончил шадринскую музыкальную школу по классу фортепиано. Окончив восемь классов в школе № 32 станции Шадринск, в сентябре 1979 года поступил в Шадринский автомеханический техникум на специальность «обработка металлов резанием». В декабре 1979 года стал учеником школы № 4 г. Шадринска и окончил её в 1981 году.
В 1981 году поступил на философский факультет Уральского государственного университета имени А. М. Горького, который окончил в 1986 году. По окончании университета работал ассистентом кафедры марксистско-ленинской философии и научного коммунизма в Шадринском государственном педагогическом институте (ШГПИ).
В 1989―1992 годах ― аспирант Ленинградского государственного педагогического института имени А. И. Герцена. В 1993 году защитил диссертацию в форме научного доклада на соискание учёной степени кандидата философских наук по теме: «Латентные феномены культуры: опыт социологического исследования личных документов девушек» в Уральском государственном университете имени А. М. Горького.
С 1994 года — доцент кафедры философии и социологии ШГПИ. С 1998 года — доцент кафедры философии и социологии ШГПИ. С февраля 2002 года — профессор кафедры философии и социологии ШГПИ.
В ноябре 2002 года в Российском государственном гуманитарном университете защитил диссертацию на соискание учёной степени доктора культурологии по теме «Субкультура девичества: российская провинция 70—90-х гг. XX века» (научный консультант — С. Ю. Неклюдов).
С 2003 года заведует кафедрой литературы и культурологии ШГПИ, с 2007 года — кафедрой культурологии ШГПИ, с 2012 года — профессор кафедры филологии и социогуманитарных дисциплин ШГПИ. 16 марта 2016 года Шадринский государственный педагогический институт преобразован в Шадринский государственный педагогический университет.

## Научные труды и краеведение
Является автором более 200 научных статей и монографий, в том числе «Мир русского девичества» (2002). Ввёл в научный оборот жанр рукописного девичьего рассказа. Сергей Борисович ― учёный-энциклопедист, автор и составитель таких словарно-энциклопедических изданий, как «Энциклопедический словарь русского детства» (в двух томах, 2008), «Шадринская энциклопедия» (в трёх томах, 2013), «Русское детство: Культурно-антропологический словарь» (в двух томах, 2013), «Уральская художественная энциклопедия» (2014), «Повседневная жизнь в годы Великой Отечественной войны: Историко-антропологический словарь» (2015), «Энциклопедический словарь российской повседневности XX века» (в трёх томах, 2016), «Словарь полемической лексики советской эпохи» (в двух томах, 2022).
В 1990 году Сергей Борисович Борисов выступил инициатором создания Шадринского Движения за культурное возрождение; в 1998 года возглавил Шадринское общество краеведов, созданное по его инициативе в 1994 году. Составитель и ответственный редактор книг «Шадринск 1920-х годов», «Шадринск военной поры» (1995 — первая, вторая книги, 2005 — книга третья), «Шадринск послевоенный», «Шадринский альманах» (4 выпуска, 1997—2000), «Шадринское краеведение: краткий биобиблиографический словарь», «Шадринский государственный педагогический институт. 1939―1999», 32 выпусков альманаха «Шадринская старина» (1993—2024), инициатор проведения пяти краеведческих конференций «Шадринская провинция» (1993—2004); дважды лауреат Уральской краеведческой премии им. В. П. Бирюкова (1994, 2014).
Автор книг:
- Борисов С. Б. Честь как культурно-антропологический феномен: эволюция философских интерпретаций. — Екатеринбург: Издательство Уральского университета, 1997. — 216 с. — ISBN 5-7525-0612-3.
- Борисов С. Б. Андрей Александрович Жданов: опыт политической биографии. — Шадринск: Исеть, 1998. — 36 с. — ISBN 5-7142-0229-5.
- Борисов С. Б. Латентные механизмы гендерной социализации детей и подростков: учебное пособие. — Шадринск: Издательство Шадринского педагогического института, 2001. — 252 с. — ISBN 5-87818-274-2.
- Борисов С. Б. Культурантропология девичества. — Шадринск: Издательство Шадринского педагогического института, 2000. — 88 с. — ISBN 5-87818-220-3.
- Борисов С. Б. Честь как феномен российского политического сознания. — Шадринск: Издательство Шадринского педагогического института, 2001. — 80 с. — ISBN 5-87818-148-7.
- Борисов С. Б. Мир русского девичества: 70-90 гг. XX века. — М.: Ладомир, 2002. — 343 с.
- Борисов С. Б. Шадринск XVIII—XXI вв.: очерк истории повседневности. — Шадринск: Исеть, 2004. — 112 с. — ISBN 5-7142-0560-X.
- Борисов С. Б. «Золотое десятилетие» шадринского краеведения: 1994—2004 гг.. — Шадринск: Исеть, 2004. — 80 с. — ISBN 5-7142-0540-5.
- Борисов С. Б. Энциклопедический словарь русского детства. — Шадринск: Исеть, 2006. — 548 с. — ISBN 5-7142-0748-3.
- Борисов С. Б. Человек. Текст. Культура: Социогуманитарные исследования. — 2-е изд., доп.. — Шадринск: Шадринский Дом Печати, 2007. — 32 с. — 130 экз. — ISBN 978-5-7142-0900-0.
- Борисов С. Б. Шадринская энциклопедия. В 2 томах / В. Н. Иовлева, А. В. Плотникова. — Шадринск: Издательство Шадринского педагогического института, 2010. — 1099 с. — 140 экз. — ISBN 9785878184342.
- Борисов С. Б. Русское детство XIX—XX вв.: культурно-антропологический словарь. — Санкт-Петербург: Дмитрий Буланин, 2012. — Т. 1. А—М. — 832 с. — 1000 экз. — ISBN 978-5-86007-690-7.
- Борисов С. Б. Русское детство XIX—XX вв.: культурно-антропологический словарь. — Санкт-Петербург: Дмитрий Буланин, 2012. — Т. 2. Н—Я. — 832 с. — 1000 экз. — ISBN 978-5-86007-691-4.
- Борисов С. Б. Шадринская энциклопедия. В 3 томах / В. Н. Иовлева, А. В. Плотникова. — Шадринск: Издательство Шадринского педагогического института, 2013. — 1558 с. — ISBN 9785878184342.
- Борисов С. Б. Женские гимназии в России как исторический и социокультурный феномен — Москва-Берлин: Директ-Медиа, 2018—130 с. — ISBN 978-5-4475-2746-4
- Борисов С. Б. Игры и забавы россиян в первой половине XX века. — Санкт-Петербург: Издательство: Дмитрий Буланин, 2021—192 с.. - ISBN 978-5-86007-979-3
- Борисов С. Б. Школьная повседневность 1918—1968 гг.: опыт историко-антропологического исследования / Шадринск, Издательство Шадринского педуниверситета, 2021—126 с. ISBN 978-5-87818-617-9
- Борисов С. Б. Литературный процесс к Курганской области в начале 1970-х гг. (по материалам газеты «Молодой ленинец»). — Шадринск: Издательство Шадринского педуниверситета, 2022—199 с.
- Борисов С. Б. Образы девочек в русской советской литературе для детей . Шадринск: Издательство Шадринского педуниверситета, 2022—115 с. ISBN 978-5-87818-669-8
- Борисов С. Б. Словарь полемической лексики советской эпохи. В двух томах. Том 1. А-Н. — Шадринск: Издательство Шадринского педуниверситета, 2022—309 с. — ISBN 978-5-87818-638-4
- Борисов С. Б. Словарь полемической лексики советской эпохи. В двух томах. Том 2. О-Я. — Шадринск: Издательство Шадринского педуниверситета, 2022—277 с. — ISBN 978-5-87818-638-4
- Борисов С. Б. Энциклопедия русской детской литературы XIX—XX вв. Том 1. А-Д. — Шадринск: Издательство Шадринского педуниверситета, 2022—292 с. — ISBN 978-5-87818-663-6
- Борисов С. Б. Энциклопедия русской детской литературы XIX—XX вв. Том 2. Е-К. — Шадринск: Издательство Шадринского педуниверситета, 2023—300 с.
- Борисов С. Б. Произведения китайской тематики для детей, изданные в Советском Союзе в 1950—1965 гг. Шадринск : ШГПУ, 2023. — 145 с. — ISBN 978-5-87818-679-7
- Борисов С. Б. Литературный процесс в Шадринске в 1950-е гг. — Шадринск: Издательство Шадринского педуниверситета, 2023. — 164 с. — ISBN 978-5-87818-695-7
- Борисов С. Б. Литературный процесс в Шадринске в первой половине XX века. — Шадринск: Издательство Шадринского педуниверситета, 2023. — 142 с. — ISBN 978-5-87818-691-9
- Борисов С. Б. Уральская художественная энциклопедия. Том 1. А-И. — Шадринск: Издательство Шадринского педуниверситета, 2023. — 298 с. — ISBN 978-5-87818-696-4
- Борисов С. Б. Краеведческий альманах «Шадринская старина» как феномен отечественной провинциальной культуры — Шадринск: Издательство Шадринского педуниверситета, 2023. — 159 с. — ISBN 978-5-87818-706-0
- Борисов С. Б. Историко-культурный комментарий к произведениям школьной программы (поэзия Александра Блока и Владимира Маяковского). — Шадринск: Издательство Шадринского педуниверситета, 2023. — 139 с.
- Борисов, С. Б. Жизненный и творческий путь выдающегося уральского краеведа и лексикографа Владимира Павловича Бирюкова. Кн. 1. 1888—1920 гг. — Шадринск: ШГПУ, 2023. — 126 с. ISBN 978-5-87818-714-5
- Борисов, С. Б. Жизненный и творческий путь выдающегося уральского краеведа и лексикографа Владимира Павловича Бирюкова. Кн. 2. 1921—1939 гг. — Шадринск: ШГПУ, 2023. — 139 с. ISBN 978-5-87818-715-2
- Борисов, С. Б. Жизненный и творческий путь выдающегося уральского краеведа и лексикографа Владимира Павловича Бирюкова. Кн. 3. 1940—1957 гг. — Шадринск: ШГПУ, 2023. — 118 с. ISBN 978-5-87818-716-9
- Борисов, С. Б. Жизненный и творческий путь выдающегося уральского краеведа и лексикографа Владимира Павловича Бирюкова. Кн. 4. 1958—1971 гг. — Шадринск: ШГПУ, 2023. — 123 с. ISBN 978-5-87818-717-6
- Борисов С. Б. Энциклопедия русской детской литературы XIX—XX вв. Т. 3. Л-М. — Шадринск : Издательство Шадринского педуниверситета, 2024. — 299 с. — ISBN 978-5-87818-731-2
- Борисов С. Б. Выдающиеся и легендарные преподаватели и сотрудники Шадринского университета. — Шадринск: Издательство Шадринского педуниверситета, 2024. — 125 с. — ISBN 978-5-87818-733-6
- Борисов С. Б. Историко-культурный комментарий к стихотворениям Владимира Маяковского. — Шадринск: Издательство Шадринского педуниверситета, 2024. — 211 с. ISBN 978-5-87818-744-2
- Борисов С. Б. Образы Китая в отечественных книжных изданиях китайской тематики XX века. Книга 1. 1900—1960 гг. — Шадринск: Издательство Шадринского педуниверситета, 2024. — 131 с. — ISBN 978-5-87818-738-1
- Борисов С. Б. Историко-культурный и литературный комментарий к художественным публикациям в периодике г. Шадринска 1910-х — 1950-х гг. — Шадринск : ШГПУ, 2024. — 141 с. — ISBN 978-5-87818-753-4

## Творчество
В 1989 или 1990 году в Ленинграде написал первые свои стихотворения.
С 1997 года — член Союза российских писателей (по рекомендации Л. Г. Зорина, В. П. Лукьянина и В. В. Веселова).
Автор книг:
- Борисов С. Б., Чепесюк С. П. Барин из аэропорта, или Необыкновенные похождения князя Андрея Голицына в России. — Санкт-Петербург: Звезда, 1993. — 289 с. — ISBN 5-7183-0066-6.
- Борисов С. Б., Чепесюк С. П. Шишки падают вверх, или В ситуации скольжения. — Санкт-Петербург, 1994. — 177 с. — (Библиотека «Звезды»). — 500 экз. — ISBN 5-7183-0094-1.
- Борисов С. Б., Чепесюк С. П. Отступление в небо. — Санкт-Петербург, 1995. — 155 с. — (Библиотека «Звезды»). — 500 экз. — ISBN 5-7183-0103-4.
- Борисов С. Б. P.S. Стихи. — Шадринск: Издательство Шадринского педагогического института, 1995. — 17 с. — 1000 экз. — ISBN 5-87818-074-X.
- Борисов С. Б. Сочинения. — Шадринск: Исеть, 2006. — Т. 1. — 399 с.
- Борисов С. Б. Сочинения. — Шадринск: Исеть, 2006. — Т. 2. — 378 с.

Стихотворные подборки С. Б. Борисова публиковались в журнале «Урал» (2010, № 9), включены в третье (2011) и четвёртое (2018) издания «Антологии современной уральской поэзии».

## Награды и премии
- Нагрудный знак «Почётный работник высшего профессионального образования Российской Федерации», 2008 год[2].
- Почётная грамота Министерства образования Российской Федерации, 1999 год[2].
- Премия Губернатора Курганской области в сфере науки, техники и инновационной деятельности, 1995 год, 1997 год, 2011 год[7], 2017 год[8].
- Знак отличия муниципального образования Шадринск «За заслуги перед городом», 2010 год[2].
- Благодарственное письмо Главы города Шадринска[2].
- Памятная медаль «К 100-летию М. А. Шолохова»[2].
- Международная детская литературная премия имени В. П. Крапивина, 2008 год[2].
- Уральская краеведческая премия имени В. П. Бирюкова, 1994 год[2] и 2014 год.
- Звание «Почётный гражданин города Шадринска» (решение Шадринской городской думы от 30.07.2024 № 665).

## Семья
Отец, Борис Григорьевич Борисов (р. 1936), окончил Шадринский государственный педагогический институт. Мать, Асия Усмановна Борисова (урожд. Аксёнова, 1937—2023), окончила Уральский политехнический институт.
Жена (с 1985 года) Ирина Геннадьевна (урожд. Яснова, р. 1963). Дочь Дарья (р. 1987).